# Smart Mobs: The Next Social Revolution
Smart Mobs: the next social revolution (Multitudes inteligentes: la próxima revolución social) es un libro de Howard Rheingold publicado en inglés en el año 2002 y posteriormente traducido a distintos idiomas como Francés, Español, Italiano y Finlandés.
El libro aborda temas sociales en los que estudia las nuevas formas de cooperación que están surgiendo en el mundo y utiliza algunos ejemplos como las tácticas usadas en la batalla de Seattle de 1999 en la que los participantes de las manifestaciones utilizaron como armas páginas web y teléfonos móviles o las manifestaciones convocadas por teléfono móvil que lograron derrocar al presidente Estrada en Filipinas. 
Rheingold propone que la mezcla de los mundos virtuales y físicos está promoviendo una nueva etapa caracterizada por la cooperación y organización pero también el espionaje y la importancia de la trayectoria personal como parte importante del historial personal a la hora de generar confianza.

## Capítulos

### La epifanía de Shibuya
Los viajes del autor por distintas partes del mundo que le muestran la forma en la que han evolucionado las nuevas tecnologías, los mensajes de texto, las computadoras portátiles, el Internet inalámbrico  e incluso juegos en línea que permiten a los jugadores interactuar con otros jugadores por todo el mundo, permitiendo así que prácticas tan comunes como enviar mensajes de texto logren crear revoluciones juveniles como las de Tokyo y Helsinki o revoluciones políticas como la de Manila.

### Tecnologías de la cooperación
El segundo capítulo analiza la cooperación y comunicación humanas desde sus inicios tomando en cuenta los puntos de vista sociológico,  biológico y económico para analizar la forma en la que las multitudes inteligentes y las tecnologías traen consigo una mayor época de cooperación y nuevas formas de organización.

### Naciones computacionales y enjambres desuperordenadores
Gracias a los avances en computadoras personales y a la nueva accesibilidad al internet las personas han comenzado a crear vínculos mediante sus ordenadores.
La gran cantidad de computadoras que existen con acceso a Internet permiten una gran autorregulación y auto organización que permite a las multitudes estar más cerca y tener más claros sus objetivos, las nuevas tecnologías están abriendo paso a nuevas formas de comunicación e información.

### La era de las cosas sensibles
En los últimos años las tecnologías han avanzado mucho gracias a los nuevos recursos creados pero en lo que así se dispone la tecnología es a crea artículos sensible, capaces de recibir, almacenar y enviar información.
Estos nuevos mecanismos comienzan a dar pauta a los Smart Mobs al permitir a millones de personas tener acceso a un móvil que reconoce y envía una ubicación y que cuenta cada vez más con los beneficios de una computadora, creando así una nueva esfera social que puede llegar a ser poderosa.

### La evolución de la reputación
Con las nuevas formas de comunicación que existen y las nuevas páginas que se están creando, así como con los dispositivos con localizador se está construyendo relaciones interplanetarias de confianza mediante la accesibilidad de diferentes usuarios a las redes, una forma sencilla de saber lo que piensan los ciudadanos que hacen las autoridades e incluso identificar clientes confiables al conocer su (procedencia, actividades etc.) lo cual da una forma diferente de ver a la sociedad y la reputación toma más fuerza porque comienza volverse el motor de la confianza.

### Retazos inalámbricos
La desaparición de los cables como medio necesario para conectarse gracias a las nuevas redes inalámbricas y de datos móviles está causando la competencia de todo un nuevo mercado que aún no está regulado del todo por los gobiernos pero que permite el acceso a nuevos medios de información a una gran parte de personas y lugares en los que era muy costoso y complicado llevar un cableado para permitir la comunicación.

### Las multitudes inteligentes: el poder de las multitudes móviles
multitudes inteligentes comienzan cuando la información puede pasar de forma incontrolada por una multitud de personas y logra de estar forma alcanzar un objetivo marcado, en este capítulo se analizan algunas movilizaciones de en:Smart Mobs que lograron gracias a las nuevas tecnologías de información alcanzar sus objetivos de forma pacífica. 

### ¿Panóptico permanente o amplificador de la cooperación?
El último capítulo del libro analiza las principales preguntas que debemos hacernos con respecto al futuro de estas tecnologías y lo que la sociedad hará con ellas ya que nos pueden permitir una nueva época de cooperación o pueden traer consigo una nueva forma de consumismo pacífico en el cual los compradores comenzarán a aceptar la información que llega sin cuestionar o verificar.